# Шершене
Шершене (Шершені, пол. Szerszenie) — село в Польщі, у гміні Сім'ятичі Сім'ятицького повіту Підляського воєводства. Населення — 102 особи (2011).

## Історія
У 1975—1998 роках село належало до Білостоцького воєводства.

## Демографія
Демографічна структура станом на 31 березня 2011 року:
|          | Загалом | Допрацездатний вік | Працездатний вік | Постпрацездатний вік |
| -------- | ------- | ------------------ | ---------------- | -------------------- |
| Чоловіки | 48      | 7                  | 33               | 8                    |
| Жінки    | 54      | 8                  | 25               | 21                   |
| Разом    | 102     | 15                 | 58               | 29                   |